# 米洛什·宁科维奇
米洛什·宁科维奇（羅馬化：Miloš Ninković，1984年12月25日—），塞尔维亚男子足球运动员，场上位置是中场。他曾代表塞尔维亚国家队参加2010年国际足联世界杯，结果队伍止步小组赛阶段。